# Rhodotypos scandens
Rhodotypos scandens är en rosväxtart som först beskrevs av Carl Peter Thunberg, och fick sitt nu gällande namn av Tomitaro Makino. Rhodotypos scandens ingår i släktet Rhodotypos och familjen rosväxter. Inga underarter finns listade i Catalogue of Life.

## Bildgalleri

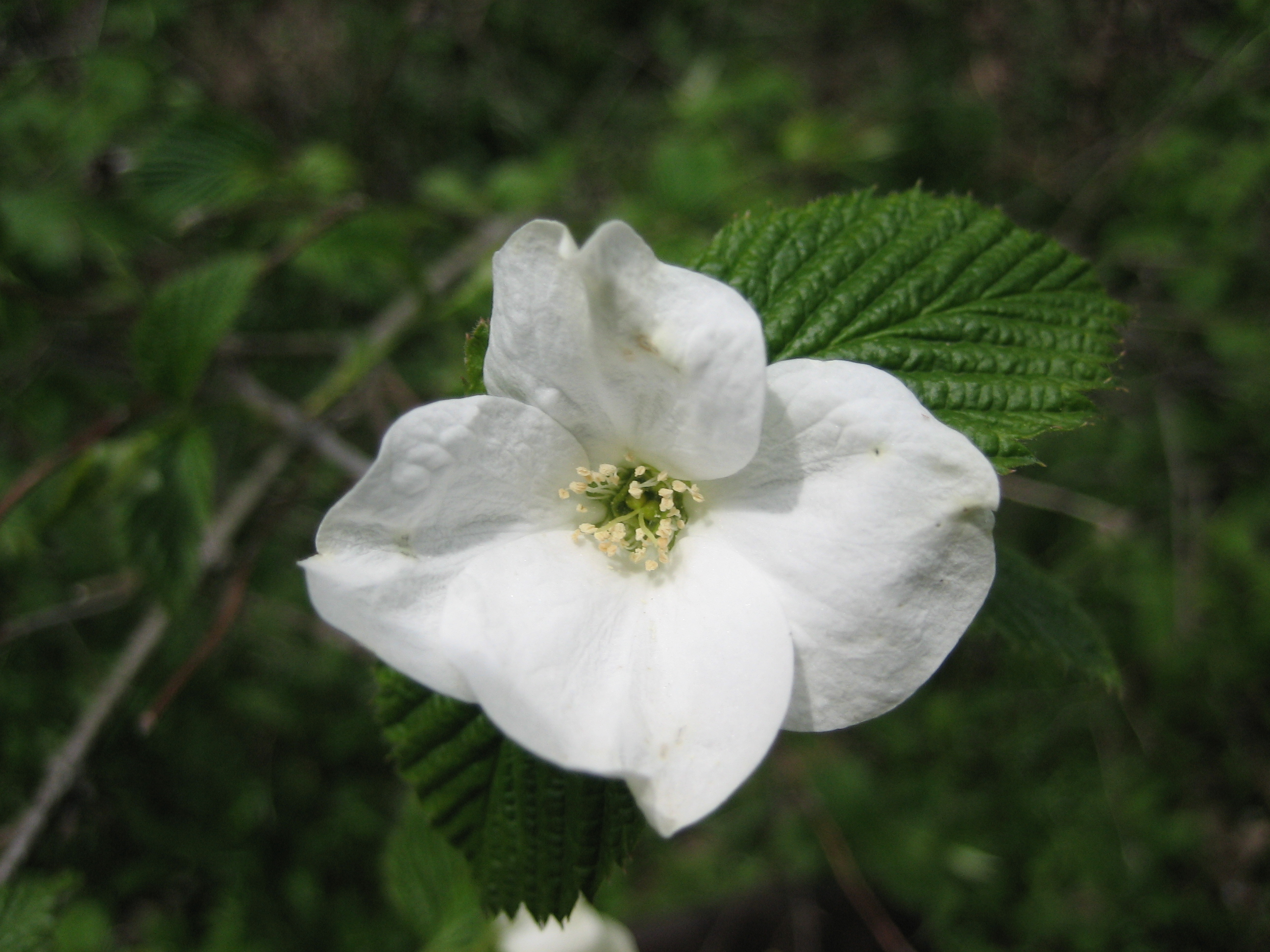
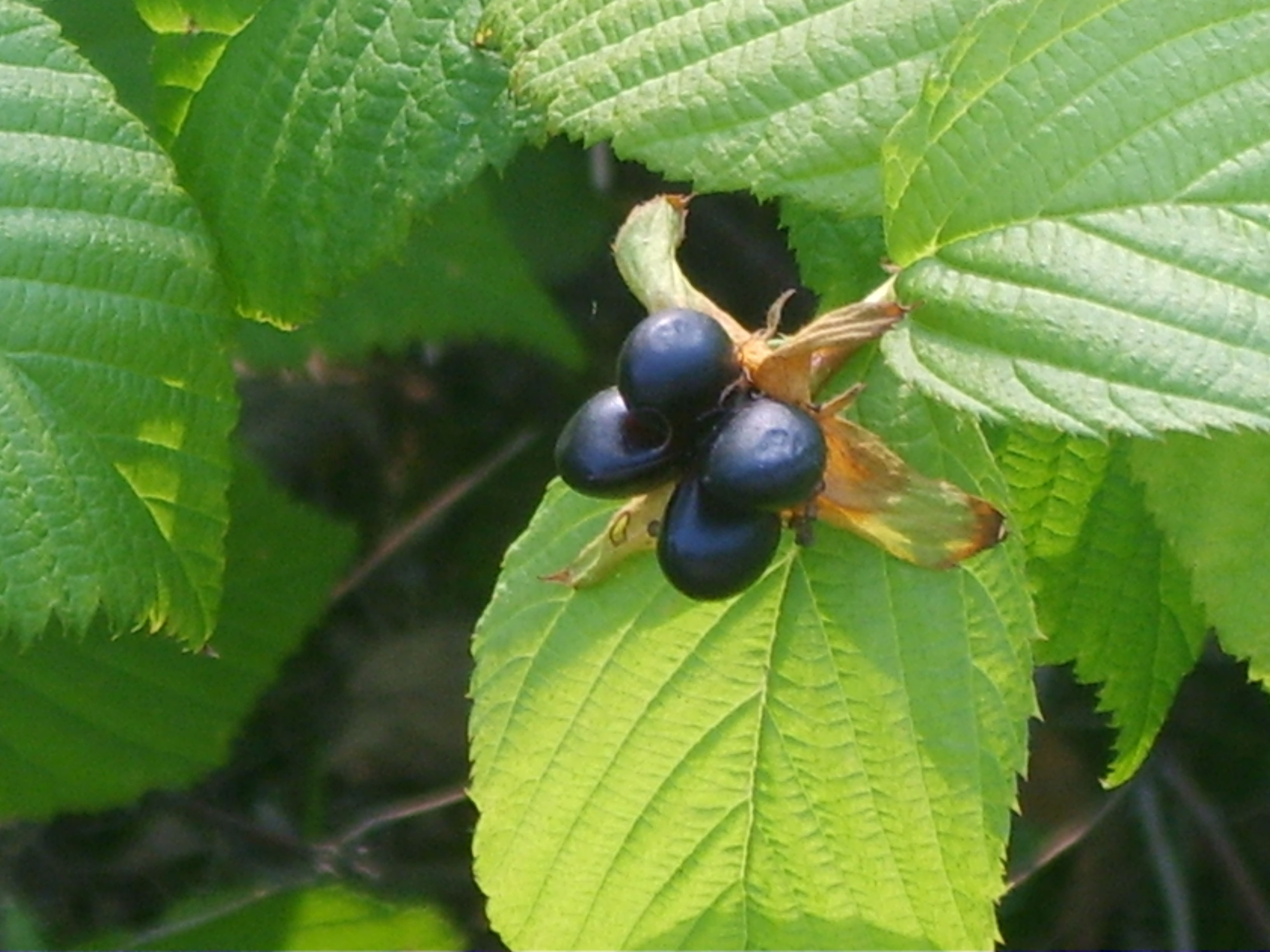
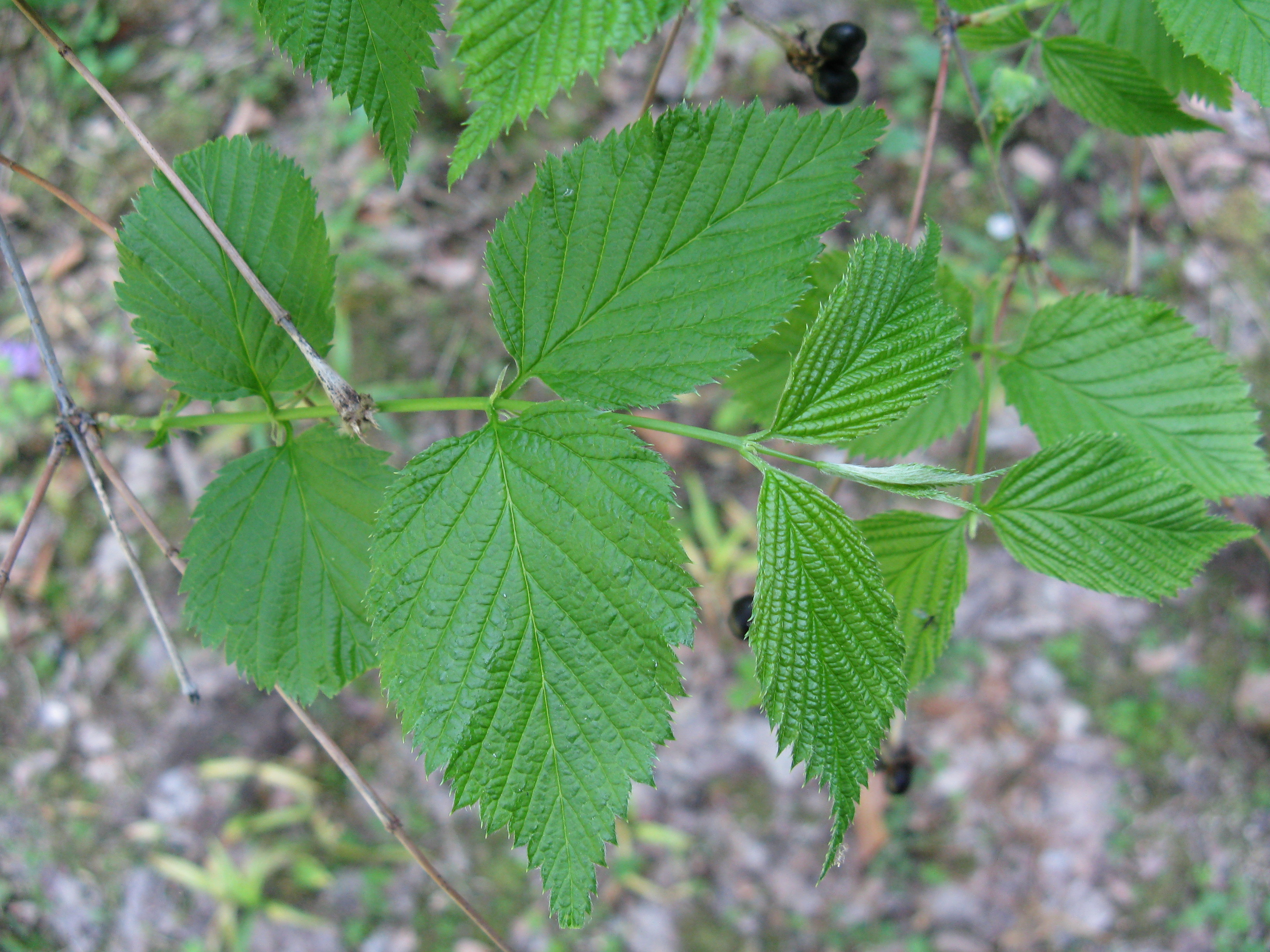
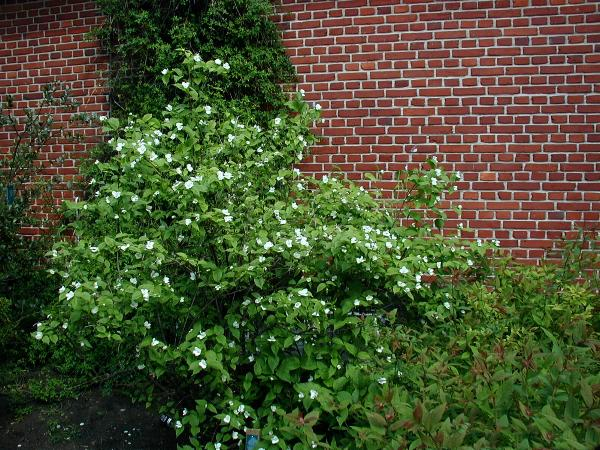
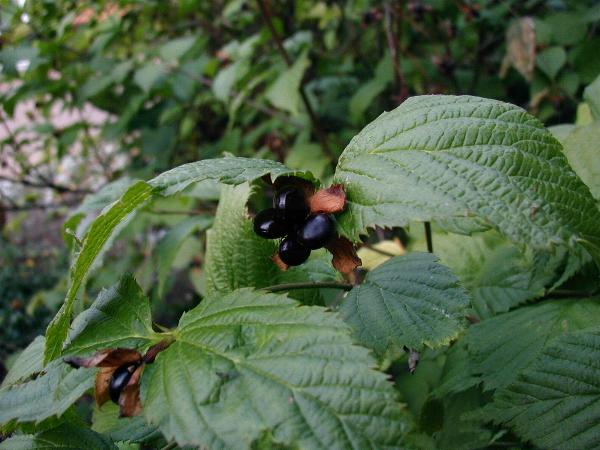
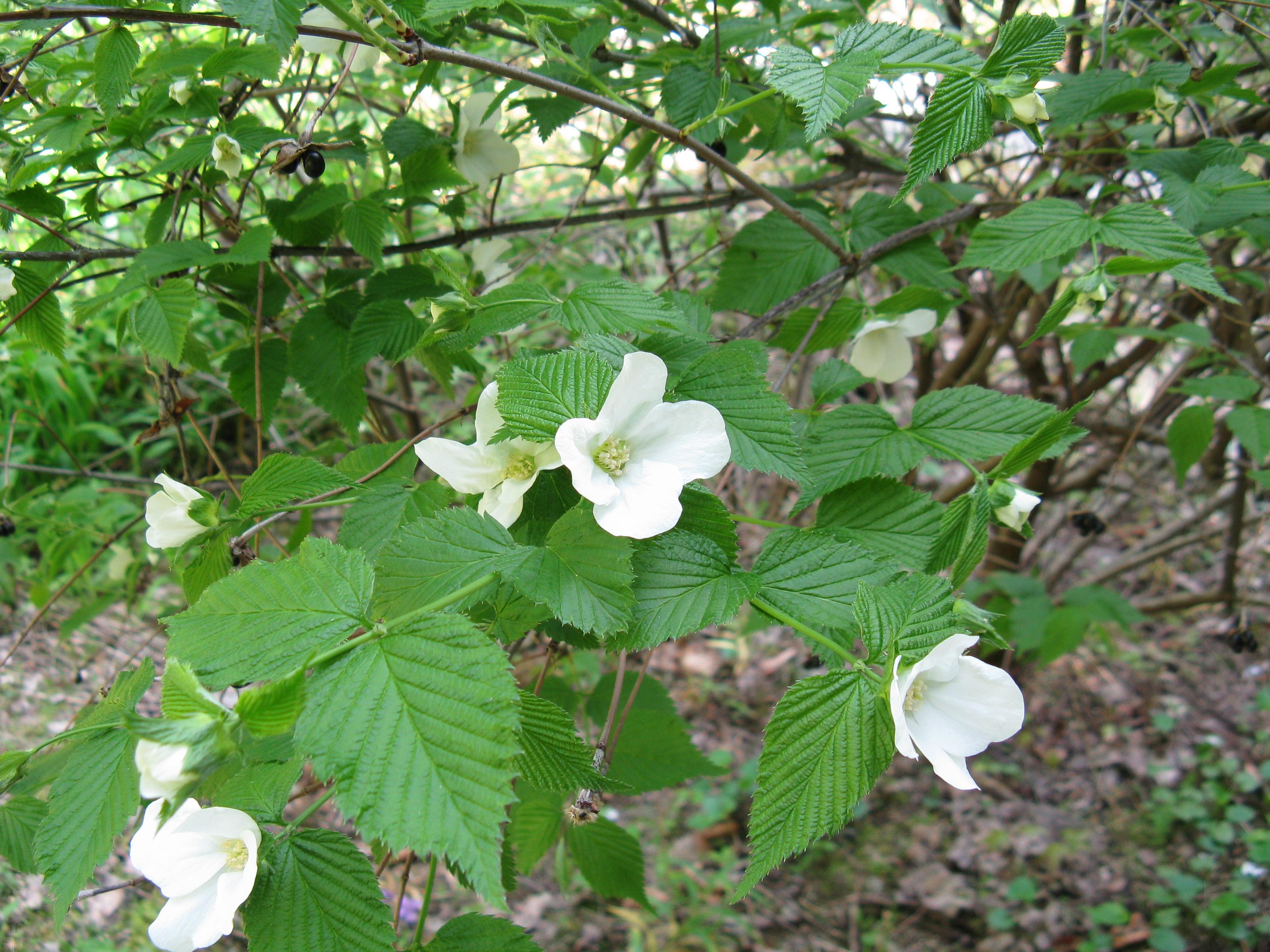
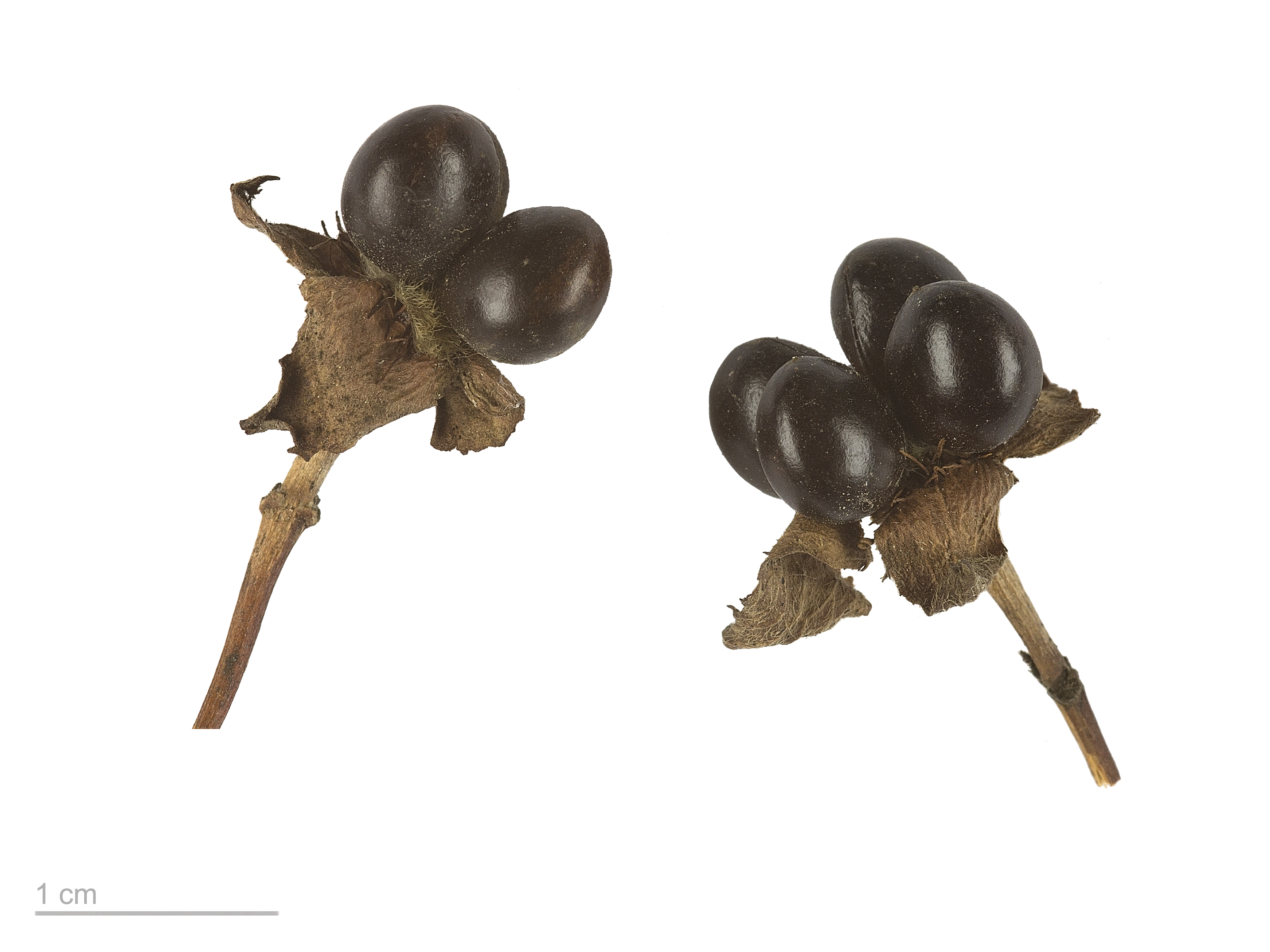
Rhodotypos scandens - Museum specimen